# Liste der Naturschutzgebiete im Landkreis Leer
Im Landkreis Leer gibt es 18 Naturschutzgebiete (Stand September 2021).
| Name des Gebietes                        | Bild           | Kennung | WDPA      | Landkreis / Stadt                                                            | Beschreibung / Bemerkungen | Standort | Fläche in Hektar | Jahr der Verordnung |
| ---------------------------------------- | -------------- | ------- | --------- | ---------------------------------------------------------------------------- | -------------------------- | -------- | ---------------- | ------------------- |
| Außenems                                 |                | WE 314  |           | Stadt Emden, Landkreis Leer, Landkreis Aurich                                |                            | Position | 12.025           | 2019                |
| Barger Meer                              |                | WE 102  | 81364     | Landkreis Leer                                                               |                            | Position | 6,78             | 1941                |
| Der Hartkamp                             |                | WE 113  | 81515     | Landkreis Leer                                                               |                            | Position | 2,99             | 1967                |
| Emsauen zwischen Herbrum und Vellage     | weitere Bilder | WE 268  | 389587    | Landkreis Emsland, Landkreis Leer                                            |                            | Position | 875,60           | 2008                |
| Esterweger Dose                          | weitere Bilder | WE 245  | 344583    | Landkreis Cloppenburg, Landkreis Emsland, Landkreis Leer                     |                            | Position | 4722,13          | 2014                |
| Fehntjer Tief und Umgebung Süd           |                | WE 201  |           | Landkreis Leer                                                               |                            | Position | 935              | 2021                |
| Heseler Wald                             |                | WE 308  |           | Landkreis Leer                                                               |                            | Position | 25               | 2018                |
| Hochmoor Wymeer                          | weitere Bilder | WE 142  | 81898     | Landkreis Leer                                                               |                            | Position | 53,64            | 1983                |
| Holle Sand                               | weitere Bilder | WE 105  | 81920     | Landkreis Leer                                                               |                            | Position | 124,46           | 1951                |
| Magerwiese bei Potshausen                |                | WE 116  | 82133     | Landkreis Leer                                                               |                            | Position | 3,86             | 1973                |
| Neudorfer Moor                           | weitere Bilder | WE 144  | 82231     | Landkreis Leer                                                               |                            | Position | 347,01           | 1983                |
| Püttenbollen                             |                | WE 114  | 82344     | Landkreis Leer                                                               |                            | Position | 12,76            | 1969                |
| Stapeler Moor Süd und Kleines Bullenmeer |                | WE 254  | 378365    | Landkreis Ammerland, Landkreis Leer                                          |                            | Position | 412,78           | 2007                |
| Stapeler Moor und Umgebung               | weitere Bilder | WE 143  | 82619     | Landkreis Ammerland, Landkreis Friesland, Landkreis Leer, Landkreis Wittmund |                            | Position | 535,52           | 1983                |
| Süderkolk                                |                | WE 122  | 82671     | Landkreis Leer                                                               |                            | Position | 11,13            | 1977                |
| Unterems                                 |                | WE 292  | 555518227 | Landkreis Leer                                                               |                            | Position | 2040             | 2017                |
| Veenhuser Königsmoor                     |                | WE 103  |           | Landkreis Leer                                                               |                            | Position | 215              | 2017                |
| Vellage                                  |                | WE 302  |           | Landkreis Leer                                                               |                            | Position | 8,4              | 2018                |